# Ceratophysella laricis
Ceratophysella laricis är en urinsektsart som beskrevs av Olga M. Martynova 1977. Ceratophysella laricis ingår i släktet Ceratophysella och familjen Hypogastruridae. Inga underarter finns listade i Catalogue of Life.